# Accidente de BN-2A-27 Islander de Transaero
El 4 de enero de 2013, el Britten-Norman BN-2A-27 Islander, YV2615, operado por Transaereo 5074, desapareció durante un vuelo desde el aeropuerto de Los Roques al aeropuerto de Caracas. El avión había despegado a mediodía, sin incidencias.

## Investigación
La investigación aun continúa activa indagando lo que causó el accidente; sin embargo se ha descubierto que el certificado médico del piloto que operaba el avión había expirado y que la aerolínea aún no había sido autorizada a operar. En un comunicado de Asdrubal Bermúdez, presidente y propietario de la compañía Transaereo 5074, afirmó que aunque la aerolínea no había sido autorizada a operar, el avión implicado en el accidente cumplía con todos los requisitos de seguridad y estaba autorizado a volar.

## Recuperación y descubrimiento
El barco de bandera estadounidense Sea Scout, fue enviado a rastrear la zona donde el avión había desaparecido en busca de cualquier resto procedente del avión. El barco estuvo inspeccionando la zona durante cuatro días. No fue hasta el 20 de junio de 2013, cuando se descubrieron los restos de un Let L-410 Turbolet de Transaven.  Los restos de este avión fueron localizados en el mar a una profundidad de 970 metros (3.180 ft), nueve kilómetros al sur de Los Roques. Este avión se había estrellado el 4 de enero de 2008 perdiendo en el siniestro a sus catorce pasajeros y tripulantes. La búsqueda del BN-2A-27 Islander de Transaereo está todavía en marcha.

## Personas destacadas
- Vittorio Missoni, el CEO de Missoni estaba a bordo del avión junto a su esposa Maurizia, y otros tres empleados italianos.[3] Él tenía previsto regresar a Italia el viernes, para estar presente en la presentación en Milán de su nueva línea de ropa. Él y su mujer estaban veraneando en el popular archipiélago de Los Roques.[5]